# Токаев, Максим Олегович
Максим Олегович Токаев (род. 14 августа 1992, Щёкино) — российский аккордеонист, преподаватель, общественный деятель, лауреат всероссийских и международных конкурсов. Победитель телешоу «Минута славы».

## Биография
Родился 14 августа 1992 года в городе Щёкино Тульской области. В пять лет начал заниматься аккордеоном по примеру старшего брата Михаила. В 2007 году окончил детскую школу искусств № 1 имени Л. Н. Толстого в г. Щекино (класс заслуженного работника культуры РФ В. Д. Ершова), в 2011 году — Тульский колледж искусств имени А. С. Даргомыжского (класс заслуженного работника культуры РФ В. Д. Ершова). В 2011—2012 годах проходил службу в армии. В 2017 году окончил Московский государственный институт музыки имени А. Г. Шнитке (класс народного артиста РФ Ф. Р. Липса).
Стипендиат Министерства культуры РФ «Юные дарования», фонда «Русское исполнительское искусство» и фонда «Новые имена».
В 2007 году стал победителем телешоу «Минута славы» на Первом канале.
В 2008 году стал одним из героев документального фильма Первого канала «Судьбы героев реалити-шоу».
Токаев неоднократно выступал в Государственном Кремлёвском дворце, Концертном зале имени П. И. Чайковского, Московском международном Доме музыки. В 2004, 2006 и 2012 годах участвовал в концертной программе «Карнавал аккордеона» народного артиста РФ Валерия Ковтуна в Государственном Кремлёвском дворце. В 2008 год выступил на открытии церемонии «2008. Год семьи».
Гастролировал в Германии, Франции, Болгарии, Польше, Украине, Молдавии и других странах. В 2010 году был участником открытия первых Летних юношеских Олимпийских игр в Сингапуре.
Солист Образцово-показательного оркестра войск национальной гвардии РФ (в 2012—2017 годах и вновь с 2022 года), с которым гастролировал во многих городах России и за рубежом.
Также является участником инструментальной группы Tenor’S Band. Часто выступает сольно.
В качестве приглашённого исполнителя принимал участие в телепередачах «Фабрика звёзд 7» (дуэт с Марком Тишманом в гала-концерте), «Достояние республики» (дуэт с Игорем Скляром), «Страна талантов» и других.
В 2016 году принимал участие в фестивале «Спасская башня», где выступил с Мирей Матьё, Зарой и оркестром.
Выпустил ряд сольных композиций.
С 2017 года работает преподавателем по классу аккордеона Детской школы искусств им. М. А. Балакирева, с 2019 года — также в Летней школе в Гнесинке.
Был членом жюри множества конкурсов, среди которых Международный дистанционный конкурс «Зимняя сказка», Всероссийский конкурс исполнителей на народных инструментах «Русская палитра», международный арт-проект «Творческие люди», телешоу «Ну-ка, все вместе. Битва сезонов» и другие.

## Общественная и политическая деятельность
В 2016 году Токаев получил от Натальи Пилюс благодарственное письмо проекта «Культура и время» за активную общественную работу, сохранение и развитие традиций и российской музыкальной культуры.
В 2021 году участвовал в выборах в Государственную думу от партии «Новые люди» по партийным спискам и по одномандатному округу.
В 2022 году участвовал в муниципальных выборах в Москве в Совет депутатов муниципального округа Аэропорт.
Принял участие в более 40 благотворительных акциях в России и за рубежом, является активным сторонником волонтёрского движения.

## Личная жизнь
В 2014 году женился на пианистке Марии Токаевой. В 2015 году у них родилась дочь София. В настоящее время разведён, живёт в Москве.

## Награды
- Лауреат II степени V Международного конкурса юных исполнителей на баяне и аккордеоне имени Н. И. Белобородова (2000)
- Лауреат I степени и обладатель специального приза губернатора Тульской области VI Международного конкурса молодых исполнителей на баяне и аккордеоне имени Н. И. Белобородова (2003)[45]
- Обладатель золотой медали Вторых Молодежных Дельфийских игр государств- участников СНГ в номинации «Народные инструменты (аккордеон, баян)» (2004)[46]
- Лауреат I степени Всероссийского фестиваля-смотра «Искусство юных» (2006)
- Победитель телешоу «Минута славы» (2007)
- Лауреат II степени VIII Международного конкурса юных исполнителей на баяне и аккордеоне имени Н. И. Белобородова (2010)